# Італійці в Лівії
Італійці в Лівії або Італолівійці (італ. Italo-libici) — група італійського народу, що проживала на території сучасної Лівії протягом тривалого часу. Італо-лівійці є нащадками італійських колоністів та іммігрантів, які стали заселяти північні райони Лівії з початку XX століття. Майже всі італолівійці були білінгвами і католиками . Окрім рідної італійської мови, вони різною мірою володіли і арабською мовою . Італолівійці у своїй промові часто вживали арабські слова. На італолівійців також значно вплинула арабська кулінарна культура. У свою чергу італійська культура значно вплинула на архітектурний вигляд лівійських міст.

## Історія

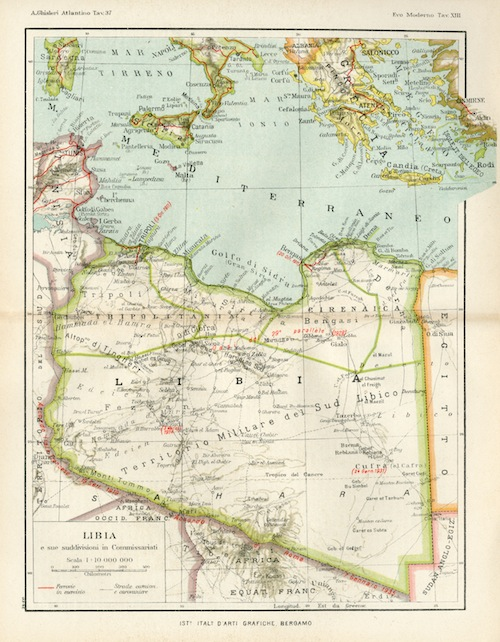
Італійська Лівія 1938 рік

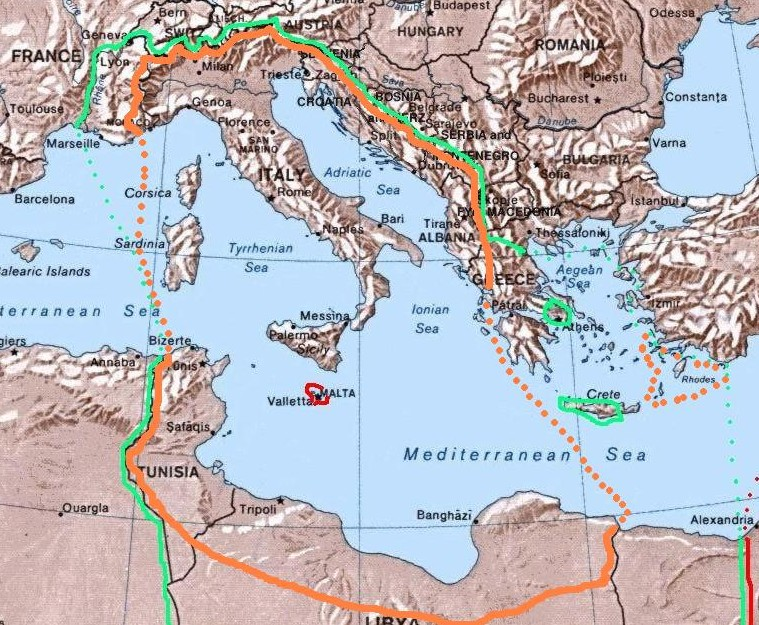
Межі територій які мали бути включені безпосередньо до складу Італії та колонізовані (помаранчевий), та інших окупованих територій (зелений).

Після італо-турецької війни 1912 року, коли Лівія стала колонією Італії, італійці стали поступово заселяти прибережні райони країни. Перші колоністи зіткнулися з протидією місцевого мусульманського населення, тому перша хвиля заселення не увінчалася значним успіхом. До приходу до влади Беніто Мусоліні в 1922 році в Лівії проживало кілька тисяч італійців. У 1934 році Беніто Мусоліні призначив губернатором Лівії свого соратника Італо Бальбо, який зміг ефективно впоратися різними методами з мусульманським протистоянням і почати масове заселення італійцями Лівії. У 1938 році в Лівію було організовано переселено близько 28 тисяч осіб, які заснували 38 нових поселень на узбережжі Киренаїки.

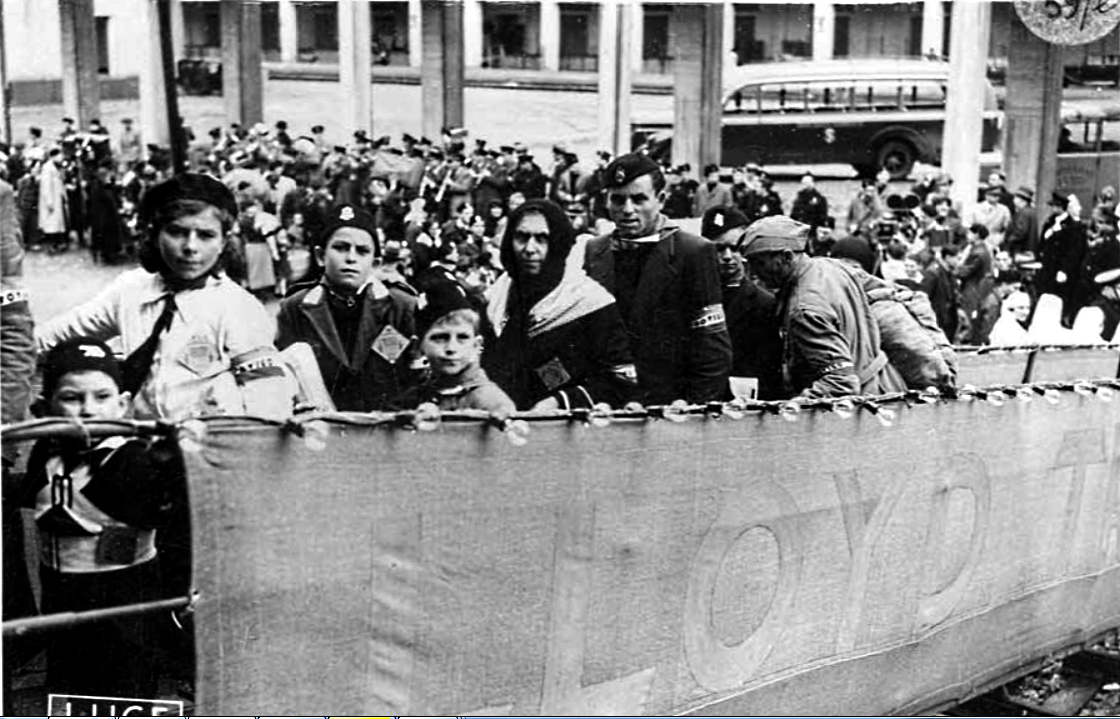
Італійці виїжджають з Генуї до Лівії

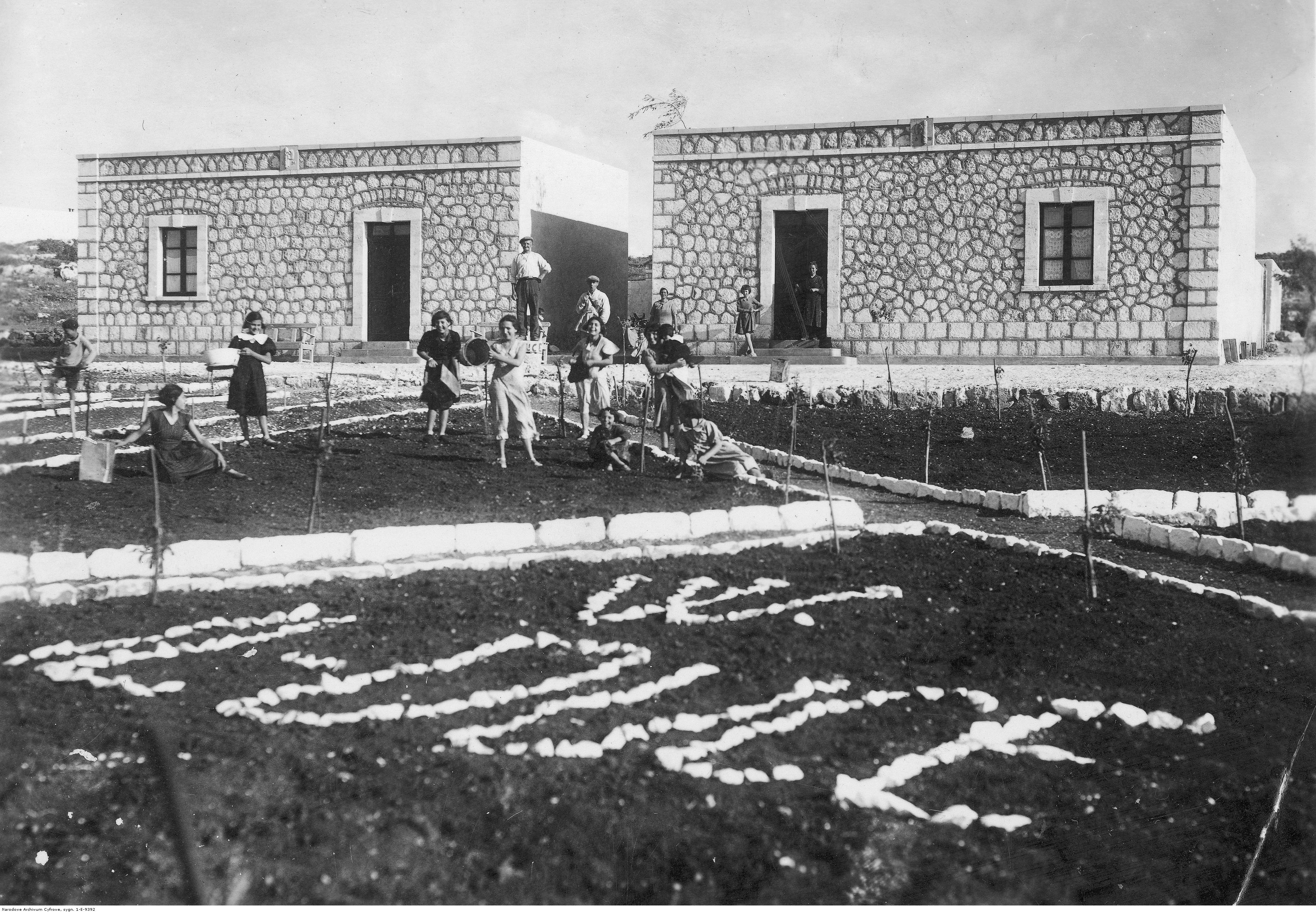
Італійські колоністи

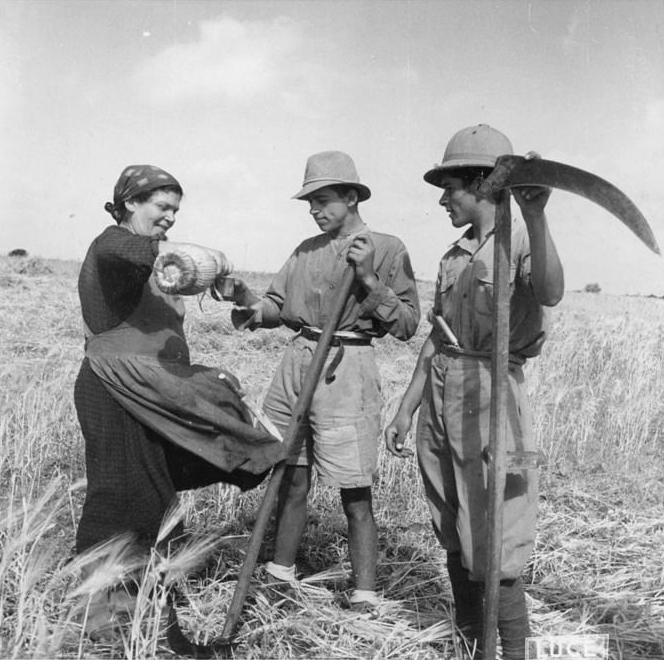
Італійські солдати з колоністами в Лівії, 1942.

У 1939 році Муссоліні оголосив про плани створення Великої Італії, в яку входила північна частина сучасної Лівії і Тунісу. Муссоліні планував об'єднати Киренаїку, Триполітанію і Феццан в єдину італійську провінцію «Італійська Лівія» у складі Великої Італії. З цього часу на узбережжі Киренаїки почалося велике будівництво італійських колоністських поселень, які передбачали організацію соціальній, культурній та господарську інфраструктури. В Італії розгорнулася пропаганда колонізації Лівії, яка представлялася як своя внутрішня «італійська Америка». Менш ніж за тридцять років (з 1911 по 1940 рр.) В Лівії були побудовані залізниця й автомобільні дороги, порти, громадські та соціальні будівлі. Було побудовано близько 400 кілометрів нової залізниці і 4000 кілометрів нових автомобільних доріг, серед якої виділялася дорога з Триполі в Тобрук. Італійські селяни почали облаштовувати і розвивати пустельні землі, значно вплинувши на розвиток сільського господарства в країні. В цей же час розгорнула свою велику діяльність Римо-Католицька церква, яка побудувала в італійських поселеннях нові католицькі храми. У Триполі і Бенгазі були побудовані кафедральні собори.
У 1940 році італійців налічувалося в Лівії вже близько 120 тисяч чоловік. У загальній складності італійський фашистський уряд планував переселити до Лівії 500 тисяч італійців.
II Світова війна зруйнувала колонізаторські плани італійського уряду і почався масовий відтік італійців з Лівії, який досяг свого апогею в кінці війни. Згідно Паризьким мирним договором 1947 Італія відмовлялася від усіх своїх колоній, у тому числі і від Лівії. Почалася друга хвиля відтоку італійців з Лівії. У 60-ті роки їх налічувалося близько 35 тисяч чоловік.
Після приходу до влади Муамара Каддафі близько 20 тисяч італійців покинуло Лівію і все їх майно було націоналізовано лівійським урядом. У 1982 році чисельність італолівійцев впала до півтори тисячі осіб. У 2007 році згідно департаменту " Anagrafe degli italiani residenti all'estero "в Лівії проживало 598 італійців.
У 2008 році між Римом і Триполі був укладений договір, який передбачав для вигнаних італійців: право на повернення, виділення Лівійським урядом компенсаційної суми в 150 млн доларів [1] . В кінці 2000-х років лівійський уряд дозволив повернутися до Лівії однієї тисячі італолівійцев. У 2010 році їх було в Лівії близько 1500 чоловік.
Громадянська війна в Лівії 2011 викликала відтік італолівійців до Італії і в даний час їх чисельність залишилися не відома.

## Демографія
| Рік  | Чисельність італо-лівійців | Відсоток від загального населення Лівії | Населення Лівії | Джерело                                                                                 |
| ---- | -------------------------- | --------------------------------------- | --------------- | --------------------------------------------------------------------------------------- |
| 1936 | 112.600                    | 13,26 %                                 | 848.600         | Enciclopedia Geografica Mondiale K-Z, De Agostini, 1996                                 |
| 1939 | 108.419                    | 12,37%                                  | 876.563         | Guida Breve d'Italia Vol.III, C.T.I., 1939; Istat                                       |
| 1962 | 35.000                     | 2,1%                                    | 1.681.739       | Enciclopedia Motta, Vol.VIII, Federico Motta Editore, 1969                              |
| 1982 | 1.500                      | 0,05%                                   | 2.856.000       | Atlante Geografico Universale, Fabbri Editori, 1988                                     |
| 2004 | 22.530                     | 0,4%                                    | 5.631.585       | L'Aménagement Linguistique dans le Monde [Архівовано 26 квітня 2009 у Wayback Machine.] |
| 2010 | 1.500                      | 0,02%                                   | 6.420.000       | Ministero degli Esteri                                                                  |
| 2011 | 0                          | 0%                                      | 6.420.000       | Ministero degli Esteri                                                                  |

Населення Лівії в 1939 році:
| національність | Населення | Відсоток |
| -------------- | --------- | -------- |
| Італійці       | 119,139   | 13.4     |
| Араби          | 744,057   | 83.2     |
| Євреї          | 30,578    | 3.4      |
| Разом          | 893,774   | 100      |

Населення найбільших міст:
| Місто    | Італійці | Араби  | Євреї  | Разом   |
| -------- | -------- | ------ | ------ | ------- |
| Триполі  | 47,442   | 47,123 | 18,467 | 113,212 |
| Бенгазі  | 23,075   | 40,331 | 3,395  | 66,801  |
| Місурата | 1,735    | 44,387 | 977    | 47,099  |
| Дерна    | 3,562    | 13,555 | 391    | 17,508  |

## Визначні люди

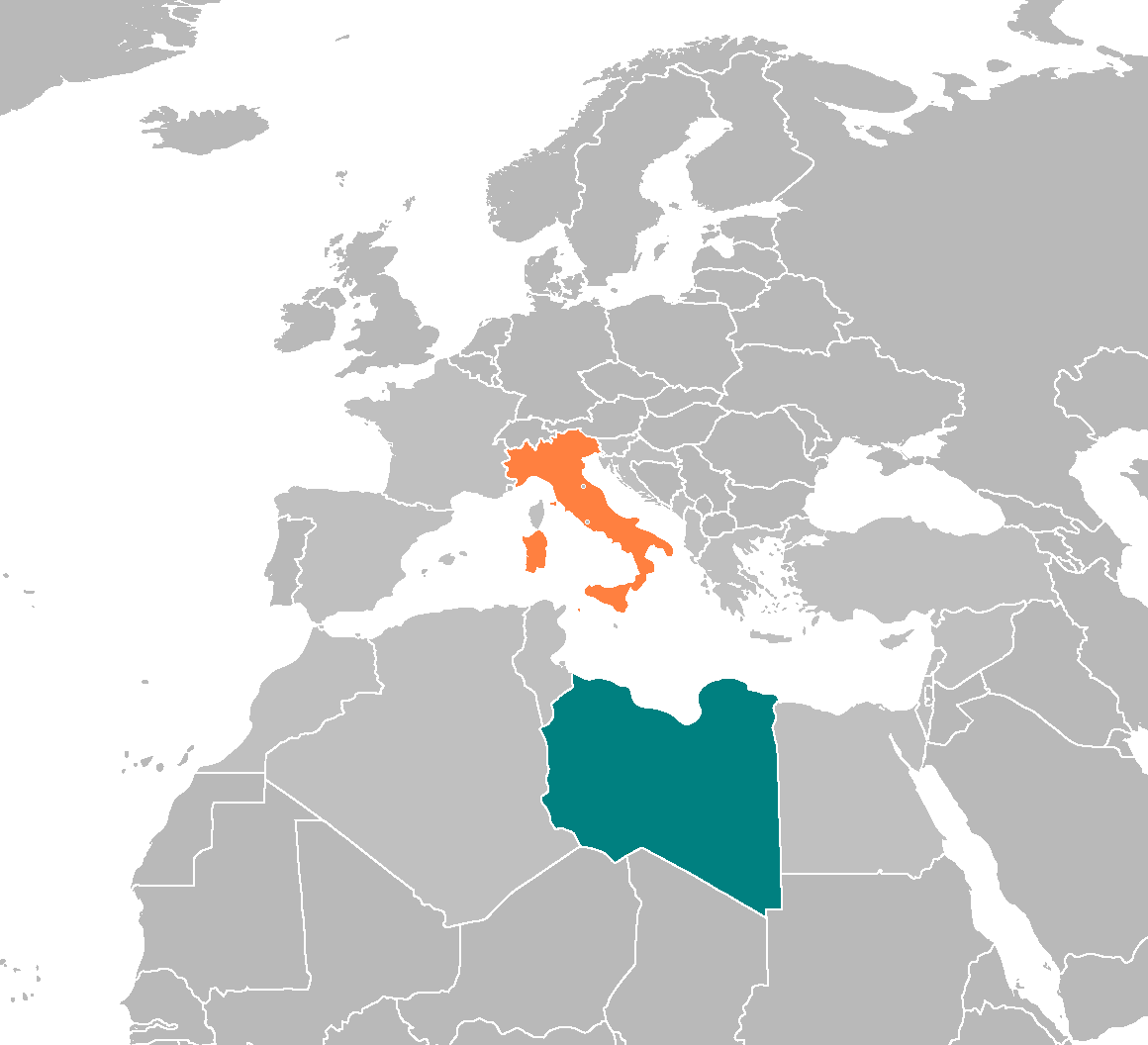
Розташування Італії (помаранчевий) і Лівії (бірюзовий)

Відомі італолівійці, народжені в Лівії (за місцем народження)

### Триполі
- Клаудіо Джентіле (нар. 1953), міжнародний футболіст і тренер
- Россана Подеста (1934–2013), міжнародна актриса
- Франко Каліфано (1938–2013), співак і композитор
- Дон Коскареллі (нар. 1954), кінорежисер і письменник
- Герберт Пагані[en] (1944–1988), співак
- Адріано Вісконті (1915–1945), пілот-винищувач і льотчик-ас
- Ніколо д'Алессандро (нар. 1944), художник і письменник
- Емануеле Караччоло (1912–1944), кінопродюсер
- Роберт Хаггіаг[en] (1913–2009), продюсер фільму
- Нікола Конте (1920–1976), офіцер флоту
- Віктор Маджар (нар. 1957), письменник
- Валентіно Парлато (нар. 1930), журналіст і редактор газети
- Джанні Піло (нар. 1939), письменник
- Оттавіо Макайоне (нар. 1925–2016), улюблений місцевий футболіст у Тріполі.
- Валеріа Россі[en] (нар. 1969), співачка

### Бенгазі
- Мауріціо Сейманді (нар. 1939), телеведучий
- Габріеле де Паоліс (it) (1924–1984), генерал італійської армії

### Тархуна
- Джованні Інноченцо Мартінеллі[en] (1942–2019), лівійсько-італійський римо-католицький прелат

### Хомс
- Маріо Скіфано[en] (1934–1998), художник

### Мардж
- Лоренцо Бандіні[en] (1935–1967), автогонщик